# Claire Denis
Pour les articles homonymes, voir Denis.
Claire Leboucq, dite Claire Denis, née le 21 avril 1946,, dans le 14e arrondissement de Paris, est une scénariste et réalisatrice française.

## Biographie

### Famille et formation
Née à Paris parce que sa mère voulait accoucher en France, Claire Denis retourne à l'âge de deux mois en Afrique. Elle y grandit et fait sa scolarité primaire dans les écoles mixtes, notamment au Cameroun, en Somalie, en Haute-Volta (actuel Burkina Faso), et à Djibouti,,. Son père, administrateur civil travaillant dans les colonies françaises d'Afrique, présentait à ses enfants l'indépendance comme une chose positive pour les pays africains,. Atteinte de poliomyélite vers l'âge de 12 ans, elle rentre en France pour se faire soigner et poursuit sa scolarité au lycée de Saint-Germain-en-Laye ; c'est là, auprès d'un professeur d'histoire cinéphile, qu'elle découvre le cinéma d'auteur, en particulier japonais. Elle déclare s'être sentie très mal à l'aise en France, n'arrivant pas à s'intégrer, se sentant étrangère, « marginale » et déracinée. Après des études de lettres et une licence de sciences économiques, puis un passage éphémère aux Langues O, Claire Denis ne se plaît pas à la faculté. Mariée en 1969 à un photographe, elle devient son assistante jusqu'au divorce rapide du couple. Elle retourne en Afrique travailler à Télé Niger où elle réalise des films d'animation, puis revient à nouveau en France où elle est employée par le service « Recherche » de l'ORTF.
Claire Denis passe le concours d'entrée de l'Institut des hautes études cinématographiques (IDHEC) en janvier 1969. Elle en sort diplômée en 1972. Durant cette période, elle se sent enfin chez elle à Paris. L'IDHEC constitue surtout pour elle un apport sur le plan « personnel et social », l'école laissant les étudiants assez libres en ce qui concerne la technique. Elle y ressent une filiation avec Louis Daquin et est particulièrement marquée par les cours d'Henri Alekan, dont on sent l'influence dans son court métrage d'étude, une œuvre d'anticipation inspirée de Philip K. Dick . Elle est alors passionnée par la science-fiction et aurait aimé travailler pour la série télévisée La Quatrième Dimension.
Son court métrage Le 15 mai est présenté au Festival international du jeune cinéma de Hyères où il attire l'attention de producteurs de Pathé Cinéma. Ce sont eux qui financeront son premier long métrage consacré au « Grand Magic Circus » de Jérôme Savary.

### Débuts dans le cinéma
Après ses études, Claire Denis devient assistante réalisatrice. Beaucoup de ceux qui sortent de l'IDHEC entrent alors à l'ORTF, mais elle souhaite éviter de s'engager sur une longue période. Ce travail est un moyen pour elle de gagner sa vie, mais à cette époque, elle croit s'être trompée de chemin en voulant devenir réalisatrice. Elle a aussi des préjugés sur ce que sont les rapports de production et imagine qu'il lui serait trop difficile et douloureux de réaliser dans ce cadre. Elle considère que ce travail ne lui a pas appris à réaliser mais à trouver le moyen de garder sa liberté en le faisant.
Elle assiste alors le réalisateur Robert Enrico sur deux films, Le Vieux Fusil (1975) et L'Empreinte des géants (1980). Elle travaille également à cette époque avec Jacques Rivette, qui aura une forte influence sur son travail futur notamment dans l'importance « de ne pas trahir ses personnages, » et celle d'avoir une « perspective morale » dans son travail. D'autres grands réalisateurs marqueront ses débuts. En premier lieu Wim Wenders, qui la choisit comme assistante pour Paris, Texas en 1984 (sans doute selon elle parce qu'elle est « le premier nom sur une liste qu'on lui avait donnée ») puis pour Les Ailes du désir en 1987. Pendant le tournage de Paris, Texas (où de nombreux problèmes de production sont résolus au dernier moment), elle entrevoit que, « dans certaines conditions », il lui serait possible de réaliser elle-même « sans trop souffrir de ce [qu'elle croyait] être les rapports de production ». Elle comprend aussi lors de ce tournage l'importance de travailler l'écriture du scénario, se sentant incapable de construire un film en improvisant au jour le jour comme le fait Wenders. Elle rencontre également Agnès Godard, alors assistante caméra du chef opérateur de Wenders, qui l'accompagnera comme directrice de la photographie tout au long de sa carrière. Elle travaille ensuite avec Jim Jarmusch pour Down by Law en 1986. C'est enfin Jean-François Stévenin qui la convainc de devenir réalisatrice et de se lancer dans ses propres projets.

### Carrière de réalisatrice
Poussée par ces expériences et encouragée par Wim Wenders, Claire Denis écrit et réalise son premier long métrage, Chocolat, en 1988. Très autobiographique et marqué notamment par son enfance au Cameroun, il sera sélectionné en compétition officielle lors du 41e Festival de Cannes. Selon Jean-Michel Frodon, ce film crée un « malentendu » sur la personnalité de cette réalisatrice : « [Le film] avait plu pour son exotisme sans folklore, ses au-delà suggérés. On lui prédit une carrière vouée à la chronique intime, avec le surcroît de ce qu'on appelle un regard féminin, sans trop savoir ce que ça veut dire. » C'est avec son second long métrage, S'en fout la mort, que son cinéma fait mieux comprendre ses caractéristiques aux yeux de la critique : aussi bien une certaine violence qu'une recherche sur la forme cinématographique et un rapport au corps. Ce film est un échec public, tout comme J'ai pas sommeil qui est pourtant selon Le Monde un grand film politique.
Suivront de nombreux films d'auteur, souvent attachés à la description du désir (Beau Travail ou Vendredi soir) et de l'amour dans toute sa violence (Trouble Every Day). La musique y tient toujours une place importante (collaboration avec Tindersticks ou Dickon Hinchliffe seul). Elle a aussi réalisé le clip de la chanson Incinerate du groupe Sonic Youth, issue de l'album Rather Ripped (2006).
Dans le début des années 1990, Claire Denis refuse deux films à partir de scénarios déjà écrits, ne pouvant s'investir suffisamment dans un projet écrit par d'autres. Il s'agit de La Fille de l'air, réalisé par Maroun Bagdadi en 1992, et Boys Don't Cry qui lui a été proposé par la productrice américaine Christine Vachon, qui sera finalement porté à l'écran par Kimberly Peirce (1999).

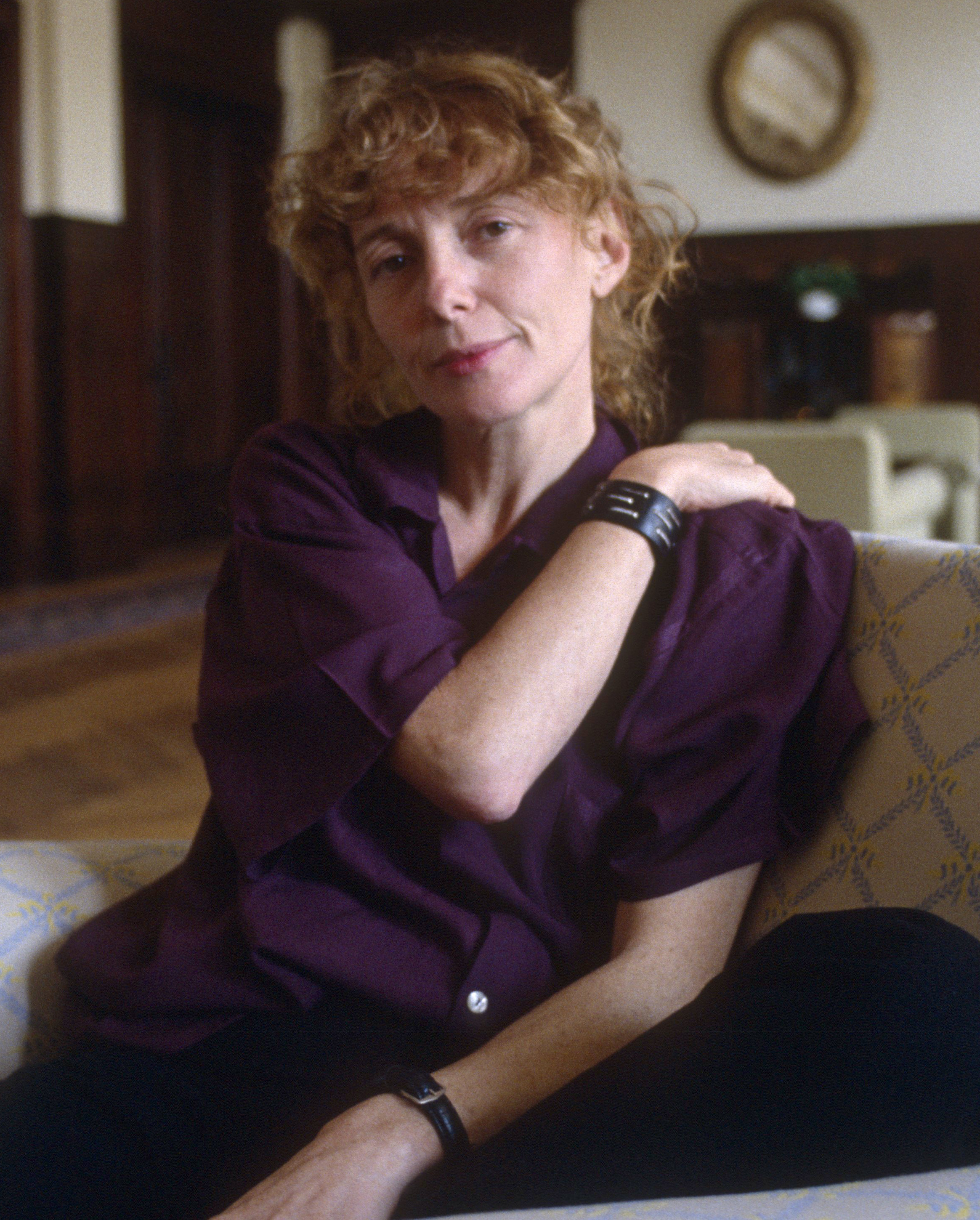
Claire Denis en 1991.

Par envie d'utiliser les musiques qu'elle écoutait adolescente, elle accepte en 1994 la proposition d'Arte de réaliser un téléfilm pour la collection Tous les garçons et les filles de leur âge : US Go Home. Elle y découvre celui qui deviendra un de ses acteurs fétiches, Grégoire Colin, ainsi que la jeune Alice Houri. Alors qu'elle a en projet une adaptation de livre après ce téléfilm, elle décide de refaire un film avec eux, car elle sort du tournage avec « l'impression de les avoir à peine découverts. » Elle leur fait donc à nouveau jouer un couple frère-sœur dans Nénette et Boni. Ce thème lui tient à cœur, notamment parce qu'elle a un frère plus jeune et qu'elle voit ces relations comme un amour franc où « on ne se doit rien » et où n'existe pas l'angoisse de la séparation comme dans la relation amoureuse.
Claire Denis a aussi réalisé des documentaires, notamment Man No Run sur des musiciens camerounais et Jacques Rivette, le veilleur, un entretien entre Serge Daney et Jacques Rivette, cinéaste avec qui elle a travaillé et avec qui elle est amie.
Très influencée par le travail de Wim Wenders, de Jim Jarmusch mais également de Yasujirō Ozu et Hou Hsiao-hsien, Claire Denis déclare en 1995 à propos de son approche cinématographique : « J'ai choisi le camp des cinéastes qui font confiance à l'image », mettant en avant l'importance de la scène, de son cadre et de l'image (qui, selon elle, « parle d'abord »). Dans le cinéma de Claire Denis, les non-dits occupent une place importante. L'usage de dialogues est seulement considéré comme un plus.
Elle a également été intervenante à la Fémis.

## Filmographie

### Réalisatrice

#### Longs métrages
- 1988 : Chocolat
- 1990 : S'en fout la mort
- 1994 : J'ai pas sommeil
- 1994 : US Go Home (téléfilm)
- 1996 : Nénette et Boni
- 1999 : Beau Travail
- 2001 : Trouble Every Day
- 2002 : Vendredi soir
- 2004 : L'Intrus
- 2009 : 35 Rhums
- 2010 : White Material
- 2013 : Les Salauds
- 2017 : Un beau soleil intérieur
- 2018 : High Life
- 2022 : Avec amour et acharnement
- 2022 : Stars at Noon
- 2025 : Le Cri des gardes (The Fence)

#### Documentaires
- 1989 : Man No Run
- 1990 : Jacques Rivette, le veilleur (collection Cinéastes de notre temps)
- 2005 : Vers Mathilde (consacré à la chorégraphe Mathilde Monnier)
- 2015 : Le Camp de Bredjing[19] (moyen métrage)

#### Courts métrages
- 1969 : Le 15 mai
- 1991 : Keep It for Yourself
- 1991 : Pour Ushari Ahmed Mahmoud
- 1993 : Monologues (série télévisée épisode La Robe à cerceau)
- 1995 : À propos de Nice : la suite (segment Nice, Very Nice)
- 2002 : Vers Nancy (inclus dans la compilation Ten Minutes Older: The Cello)
- 2011 : Jeonju Digital Project 2011 (segment Aller au diable)
- 2014 : Voilà l'enchaînement, sur un scénario de Christine Angot

### Actrice
- 1998 : En avoir (ou pas) de Laetitia Masson – La mère d'Alice
- 1998 : Le Jour de Noël de Thierry Jousse
- 1998 : Vénus Beauté (Institut) de Tonie Marshall – La cliente asthmatique

### Assistante réalisatrice
- 1973 : Sweet Movie de Dušan Makavejev
- 1973 : Le Secret de Robert Enrico
- 1975 : Le Vieux Fusil de Robert Enrico
- 1975 : La Messe dorée de Beni Montresor
- 1976 : Sérail d'Eduardo de Gregorio
- 1978 : Retour à la bien-aimée de Jean-François Adam
- 1979 : Mais ou et donc Ornicar de Bertrand Van Effenterre
- 1979 : Zoo zéro d'Alain Fleischer
- 1980 : L'Empreinte des géants de Robert Enrico
- 1980 : Pile ou Face de Robert Enrico
- 1981 : On n'est pas des anges... elles non plus de Michel Lang
- 1982 : La Passante du Sans-Souci de Jacques Rouffio
- 1983 : Le Bâtard de Bertrand Van Effenterre
- 1983 : Hanna K. de Costa-Gavras
- 1983 : To Catch a King (en) de Clive Donner (téléfilm)
- 1984 : Paris, Texas de Wim Wenders
- 1986 : Down by Law de Jim Jarmusch
- 1987 : Les Ailes du désir de Wim Wenders

## Distinctions

### Récompenses
- 1996 : Léopard d'or du Festival de Locarno pour Nénette et Boni[20]
- 1996 : Bayard d'or de la « meilleure contribution artistique » pour Nénette et Boni[21]
- 2001 : Mention du jury des lecteurs du Berliner Zeitung du Festival international du film de Berlin pour Beau Travail
- 2001 : Mention spéciale au KNF Award du Festival international du film de Rotterdam pour Beau Travail
- 2010 : Prix Henri-Langlois Coup de cœur pour 35 Rhums
- 2022 : Ours d'argent de la meilleure réalisation pour Avec amour et acharnement
- 2022 : Grand Prix pour Stars at Noon

### Nomination
- 1989 : César du meilleur premier film pour Chocolat

### Jurys festivaliers
- 2005 : membre du jury de la Mostra de Venise
- 2019 : présidente du jury des courts métrages et de la Cinéfondation lors du festival de Cannes
- 2020 : présidente du jury de la section Orizzonti lors de la Mostra de Venise.

#### Ouvrages
- (en) Martine Beugnet, Claire Denis, université de Manchester, 2004  (ISBN 978-0-7190-6481-4)
- (es) Alvaro Arroba, Claire Denis : Fusión fría, ediciòn Ocho y Medio, Libros de Cine, S.L., 2005  (ISBN 978-8496582101)
- Cédric Mal, Claire Denis, cinéaste à part, et entière..., Paris, éditions de Verneuil, 2008, 271 p. (ISBN 978-2-906994-80-5)
- Sébastien David, Fabrice Fuentes, Paul Gibert et Rémi Fontanel (dir.), Le Cinéma de Claire Denis ou l'Énigme des sens, éditions Aléas, 2008  (ISBN 9782843012105)

#### Articles et chapitres d'ouvrages
- Evelyne Szaryk, « L'esthétique du corps dans l'œuvre de Claire Denis », Initial (e) s, vol. 20,‎ 2005, p. 122-138 (lire en ligne)
- Fabien Philippe, « Rétrospective Claire Denis : Un cinéma de l’intrusion », 24 images, no 134,‎ octobre-novembre 2007, p. 4-5 (lire en ligne)
- Rémi Fontanel, « « Ouvrir le film » : du générique dans le cinéma de Claire Denis », dans Alexandre Tylski (dir.), Les Cinéastes et leurs génériques, L'Harmattan, 2008 (ISBN 978-2-296-05012-9), p. 137-165
- Sylvie Ngilla et Claire Denis, « Claire Denis et ces corps étrangers qui habitent ses films », Africultures, nos 92-93,‎ 2013, p. 382-389
- Rémi Fontanel, « La petite musique des objets dans le cinéma de Claire Denis », Écrans, no 11 « Les objets sonnants au cinéma [dir. Martin Barnier, Benjamin Labé, Marylin Marignan] »,‎ 2019, p. 137-152

### Documentaire
- 1995 : Claire Denis, la vagabonde, court métrage de Sébastien Lifshitz (« Cinéastes de notre temps »)